# UEFA Super Cup 1978
De UEFA Super Cup 1978 bestond uit twee voetbalwedstrijden die gespeeld werden in het kader van de
UEFA Super Cup. De wedstrijden vonden plaats tussen de winnaar van de Europacup I 1977/78, Liverpool FC, en de winnaar van de Europacup II 1977/78, RSC Anderlecht, op 4 december en 19 december 1978.
De heenwedstrijd werd in Anderlecht gespeeld en eindigde op 3-1 voor de thuisploeg. Een week later won Liverpool in eigen huis met 2-1, maar dat was net onvoldoende om verlengingen af te dwingen. Na 1976 was het de tweede keer dat Anderlecht de Europese Supercup won.
Op de televisiebeelden was niet duidelijk dat François Van der Elst had gescoord. Door een dikke mistlaag was zijn doelpunt niet goed zichtbaar.
Wedstrijddetails
|                       |                                                  |       |              |                                                                                                |
| 4 december 1978 20:00 | RSC Anderlecht                                   | 3 – 1 | Liverpool FC | Emile Verséstadion, Anderlecht Toeschouwers: 35.000 Scheidsrechter: Károly Palotai (Hongarije) |
| 4 december 1978 20:00 | Vercauteren 17' Van der Elst 38' Rensenbrink 87' |       | 27' Case     | Emile Verséstadion, Anderlecht Toeschouwers: 35.000 Scheidsrechter: Károly Palotai (Hongarije) |

| Anderlecht | Liverpool |

| RSC Anderlecht:  |                       |
|                  |                       |
| GK               | Nico de Bree          |
| RB               | François Van der Elst |
| CB               | Hugo Broos            |
| CB               | Johnny Dusbaba        |
| LB               | Jean Thissen          |
| CM               | Arie Haan             |
| CM               | Ludo Coeck            |
| CM               | Frank Vercauteren     |
| RW               | Benny Nielsen         |
| CF               | Ruud Geels            |
| LW               | Rob Rensenbrink       |
| Coach:           |                       |
| Raymond Goethals |                       |

| Liverpool FC:  |                 |     |
|                |                 |     |
| GK             | Ray Clemence    |     |
| RB             | Phil Neal       |     |
| CB             | Alan Hansen     |     |
| CB             | Emlyn Hughes    |     |
| LB             | Alan Kennedy    |     |
| RM             | Jimmy Case      |     |
| CM             | Terry McDermott |     |
| CM             | Graeme Souness  |     |
| LM             | Ray Kennedy     |     |
| CF             | Kenny Dalglish  |     |
| CF             | David Johnson   | 54' |
| Wisselspelers: |                 |     |
| FW             | Steve Heighway  | 54' |
| Coach:         |                 |     |
| Bob Paisley    |                 |     |

|                        |                           |       |                  |                                                                                   |
| 19 december 1978 20:30 | Liverpool FC              | 2 – 1 | RSC Anderlecht   | Anfield, Liverpool Toeschouwers: 23.598 Scheidsrechter: Nicolae Rainea (Roemenië) |
| 19 december 1978 20:30 | Hughes 13' Fairclough 87' |       | 71' Van der Elst | Anfield, Liverpool Toeschouwers: 23.598 Scheidsrechter: Nicolae Rainea (Roemenië) |

| Liverpool | Anderlecht |

| Liverpool FC: |                  |
|               |                  |
| GK            | Steve Ogrizovic  |
| RB            | Phil Neal        |
| CB            | Phil Thompson    |
| CB            | Alan Hansen      |
| LB            | Ray Kennedy      |
| RM            | Jimmy Case       |
| CM            | Terry McDermott  |
| CM            | Graeme Souness   |
| LM            | Ray Kennedy      |
| CF            | Kenny Dalglish   |
| CF            | David Fairclough |
| Coach:        |                  |
| Bob Paisley   |                  |

| RSC Anderlecht:  |                       |     |
|                  |                       |     |
| GK               | Jacky Munaron         |     |
| RB               | Gilbert Van Binst     |     |
| CB               | Matthijs van Toorn    |     |
| CB               | Johnny Dusbaba        |     |
| LB               | Jean Thissen          |     |
| RM               | Arie Haan             |     |
| CM               | Ludo Coeck            |     |
| LM               | Frank Vercauteren     |     |
| RW               | François Van der Elst |     |
| CF               | Ruud Geels            | 46' |
| LW               | Rob Rensenbrink       |     |
| Wisselspelers:   |                       |     |
| FW               | Ronny Martens         | 46' |
| Coach:           |                       |     |
| Raymond Goethals |                       |     |

1972 · 1973 · 1974 · 1975 · 1976 · 1977 · 1978 · 1979 · 1980 · 1981 · 1982 · 1983 · 1984 · 1985 · 1986 · 1987 · 1988 · 1989 · 1990 · 1991 · 1992 · 1993 · 1994 · 1995 · 1996 · 1997 · 1998 · 1999 · 2000 · 2001 · 2002 · 2003 · 2004 · 2005 · 2006 · 2007 · 2008 · 2009 · 2010 · 2011 · 2012 · 2013 · 2014 · 2015 · 2016 · 2017 · 2018 · 2019 · 2020 · 2021 · 2022 · 2023 · 2024